# Ljubiša Dunđerski
Ljubiša Dunđerski (szerbül: Љубиша Дунђерски; Doboj, 1972. május 26. –) boszniai szerb labdarúgó-középpályás.

## Pályafutása

### Klubcsapatokban
1993 és 1997 között a FK Vojvodina labdarúgója volt, de közben 1994–95-ben kölcsönben a Borac Čačak csapatában szerepelt. 1997 és 2004 között Olaszországban játszott. 1997 és 2002 között az Atalanta játékosa volt, ahol a 2001–02-ben kölcsönben a Calcio Como együttesében szerepelt. 2002 és 2004 között a Treviso labdarúgója volt. 2004 és 2006 között az FK Vojvodina, 2006–07-ben az FK Novi Sad csapatában játszott.

### A válogatottban
1997-ben egy alkalommal szerepelt a jugoszláv válogatottban.